# Justí Guitart i Vilardebó
Justí Guitart i Vilardebó (Barcellona, 16 dicembre 1875 – Barcellona, 31 gennaio 1940) è stato un vescovo cattolico spagnolo, vescovo di Urgell e co-principe di Andorra dal 1920 al 1940.

## Biografia
Nato a Barcellona, venne ordinato prete nel 1901 e venne consacrato vescovo di Urgell il 23 maggio 1920. Giurò come co-principe d'Andorra l'anno stesso il 27 luglio. Durante il suo regno nel Paese venne introdotta l'elettricità e vennero inseriti degli uffici postali spagnoli.

## Genealogia episcopale
La genealogia episcopale è:
- Cardinale Scipione Rebiba
- Cardinale Giulio Antonio Santori
- Cardinale Girolamo Bernerio, O.P.
- Arcivescovo Galeazzo Sanvitale
- Cardinale Ludovico Ludovisi
- Cardinale Luigi Caetani
- Cardinale Ulderico Carpegna
- Cardinale Paluzzo Paluzzi Altieri degli Albertoni
- Papa Benedetto XIII
- Papa Benedetto XIV
- Papa Clemente XIII
- Cardinale Bernardino Giraud
- Cardinale Alessandro Mattei
- Cardinale Pietro Francesco Galleffi
- Cardinale Giacomo Filippo Fransoni
- Cardinale Carlo Sacconi
- Cardinale Edward Henry Howard
- Cardinale Mariano Rampolla del Tindaro
- Cardinale Rafael Merry del Val y Zulueta
- Cardinale Francesco Ragonesi
- Vescovo Justí Guitart i Vilardebó